# Healthy Ageing Tour 2021
Healthy Ageing Tour 2021 var den 10. udgave af det hollandske etapeløb Healthy Ageing Tour. Cykelløbets tre etaper blev kørt i provinsen Groningen fra 10. til 12. marts 2021. Løbet var ikke en del af UCI Women's World Tour, men på den lavere rangerende internationale UCI-kalender for kvinder. Den oprindelige 10. udgave af løbet blev i 2020 aflyst på grund af coronaviruspandemien.
Hollandske Ellen van Dijk fra Trek-Segafredo vandt anden etape og endte med at blive samlet vinder af løbet. Seks sekunder efter kom tyske Lisa Brennauer (Ceratizit-WNT Pro Cycling) på andenpladsen, mens danske Emma Norsgaard Jørgensen fra Movistar Team tog sig af tredjepladsen, 12 sekunder efter Ellen van Dijk. Norsgaard Jørgensen vandt også løbets ungdomskonkurrence.

## Etaperne
| Etape    | Dato     | Start – Mål                         | type          | Afstand (km) | Etapevinder    | Førende rytter |
| -------- | -------- | ----------------------------------- | ------------- | ------------ | -------------- | -------------- |
| 1. etape | 10. mar. | TT Circuit Assen – TT Circuit Assen | flad etape    | 126          | Jolien D'Hoore | Jolien D'Hoore |
| 2. etape | 11. mar. | Lauwersoog – Lauwersoog             | enkeltstart   | 14,4         | Ellen van Dijk | Ellen van Dijk |
| 3. etape | 12. mar. | Wijster – Wijster                   | kuperet etape | 115,1        | Lonneke Uneken | Ellen van Dijk |

### 1. etape
| TT Circuit Assen - TT Circuit Assen | flad etape | (126 km) |

| \| Etaperesultat \| Etaperesultat \| Etaperesultat \| Etaperesultat \| Etaperesultat \| \| Rytter \| Rytter \| Hold \| Tid \| \| \| ------------- \| ----------------------- \| ------------------------------- \| ------------- \| ------------- \| \| 1. \| Jolien D'Hoore \| SD Worx \| 3t 14' 03" \| \| \| 2. \| Alice Barnes \| Canyon-SRAM Racing \| + 0" \| \| \| 3. \| Karlijn Swinkels \| Jumbo-Visma Women Team \| + 0" \| \| \| 4. \| Anna Henderson \| Jumbo-Visma Women Team \| + 0" \| \| \| 5. \| Charlotte Kool \| NXTG Racing \| + 0" \| \| \| 6. \| Amy Pieters \| SD Worx \| + 0" \| \| \| 7. \| Georgia Danford \| Andy Schleck-CP NVST-Immo Losch \| + 0" \| \| \| 8. \| Daniek Hengeveld \| GT Krush Tunap \| + 0" \| \| \| 9. \| Marjolein van 't Geloof \| Drops-Le Col \| + 0" \| \| \| 10. \| Amber van der Hulst \| Parkhotel Valkenburg \| + 0" \| \| |                         |                                 |            |
| |                         |                                 |            |
| Kilde: ProCyclingStats |                         |                                 |            |
| Etaperesultat |                         |                                 |            |
| Rytter | Rytter                  | Hold                            | Tid        |
| 1. | Jolien D'Hoore          | SD Worx                         | 3t 14' 03" |
| 2. | Alice Barnes            | Canyon-SRAM Racing              | + 0"       |
| 3. | Karlijn Swinkels        | Jumbo-Visma Women Team          | + 0"       |
| 4. | Anna Henderson          | Jumbo-Visma Women Team          | + 0"       |
| 5. | Charlotte Kool          | NXTG Racing                     | + 0"       |
| 6. | Amy Pieters             | SD Worx                         | + 0"       |
| 7. | Georgia Danford         | Andy Schleck-CP NVST-Immo Losch | + 0"       |
| 8. | Daniek Hengeveld        | GT Krush Tunap                  | + 0"       |
| 9. | Marjolein van 't Geloof | Drops-Le Col                    | + 0"       |
| 10. | Amber van der Hulst     | Parkhotel Valkenburg            | + 0"       |

| \| Samlede stilling \| Samlede stilling \| Samlede stilling \| Samlede stilling \| Samlede stilling \| \| Rytter \| Rytter \| Hold \| Tid \| \| \| ---------------- \| ---------------- \| ------------------------------- \| ---------------- \| ---------------- \| \| 1. \| Jolien D'Hoore \| SD Worx \| 3t 13' 53" \| \| \| 2. \| Alice Barnes \| Canyon-SRAM Racing \| + 4" \| \| \| 3. \| Lisa Brennauer \| Ceratizit-WNT Pro Cycling \| + 5" \| \| \| 4. \| Karlijn Swinkels \| Jumbo-Visma Women Team \| + 6" \| \| \| 5. \| Amy Pieters \| SD Worx \| + 7" \| \| \| 6. \| Emma Norsgaard \| Movistar Team \| + 7" \| \| \| 7. \| Léna Mettraux \| Andy Schleck-CP NVST-Immo Losch \| + 7" \| \| \| 8. \| Joscelin Lowden \| Drops-Le Col \| + 8" \| \| \| 9. \| Anna Henderson \| Jumbo-Visma Women Team \| + 9" \| \| \| 10. \| Nathalie Eklund \| GT Krush Tunap \| + 9" \| \| |                  |                                 |            |
| |                  |                                 |            |
| Kilde: ProCyclingStats |                  |                                 |            |
| Samlede stilling |                  |                                 |            |
| Rytter | Rytter           | Hold                            | Tid        |
| 1. | Jolien D'Hoore   | SD Worx                         | 3t 13' 53" |
| 2. | Alice Barnes     | Canyon-SRAM Racing              | + 4"       |
| 3. | Lisa Brennauer   | Ceratizit-WNT Pro Cycling       | + 5"       |
| 4. | Karlijn Swinkels | Jumbo-Visma Women Team          | + 6"       |
| 5. | Amy Pieters      | SD Worx                         | + 7"       |
| 6. | Emma Norsgaard   | Movistar Team                   | + 7"       |
| 7. | Léna Mettraux    | Andy Schleck-CP NVST-Immo Losch | + 7"       |
| 8. | Joscelin Lowden  | Drops-Le Col                    | + 8"       |
| 9. | Anna Henderson   | Jumbo-Visma Women Team          | + 9"       |
| 10. | Nathalie Eklund  | GT Krush Tunap                  | + 9"       |

### 2. etape
| Lauwersoog - Lauwersoog | enkeltstart | (14,4 km) |

| \| Etaperesultat \| Etaperesultat \| Etaperesultat \| Etaperesultat \| Etaperesultat \| \| Rytter \| Rytter \| Hold \| Tid \| \| \| ------------- \| ---------------- \| ------------------------- \| ------------- \| ------------- \| \| 1. \| Ellen van Dijk \| Trek-Segafredo \| 20' 53" \| \| \| 2. \| Amy Pieters \| SD Worx \| + 26" \| \| \| 3. \| Lisa Brennauer \| Ceratizit-WNT Pro Cycling \| + 30" \| \| \| 4. \| Emma Norsgaard \| Movistar Team \| + 36" \| \| \| 5. \| Lisa Klein \| Canyon-SRAM Racing \| + 39" \| \| \| 6. \| Joscelin Lowden \| Drops-Le Col \| + 43" \| \| \| 7. \| Alice Barnes \| Canyon-SRAM Racing \| + 51" \| \| \| 8. \| Teuntje Beekhuis \| Jumbo-Visma Women Team \| + 1' 02" \| \| \| 9. \| Anna Henderson \| Jumbo-Visma Women Team \| + 1' 03" \| \| \| 10. \| Daniek Hengeveld \| GT Krush Tunap \| + 1' 05" \| \| |                  |                           |          |
| |                  |                           |          |
| Kilde: ProCyclingStats |                  |                           |          |
| Etaperesultat |                  |                           |          |
| Rytter | Rytter           | Hold                      | Tid      |
| 1. | Ellen van Dijk   | Trek-Segafredo            | 20' 53"  |
| 2. | Amy Pieters      | SD Worx                   | + 26"    |
| 3. | Lisa Brennauer   | Ceratizit-WNT Pro Cycling | + 30"    |
| 4. | Emma Norsgaard   | Movistar Team             | + 36"    |
| 5. | Lisa Klein       | Canyon-SRAM Racing        | + 39"    |
| 6. | Joscelin Lowden  | Drops-Le Col              | + 43"    |
| 7. | Alice Barnes     | Canyon-SRAM Racing        | + 51"    |
| 8. | Teuntje Beekhuis | Jumbo-Visma Women Team    | + 1' 02" |
| 9. | Anna Henderson   | Jumbo-Visma Women Team    | + 1' 03" |
| 10. | Daniek Hengeveld | GT Krush Tunap            | + 1' 05" |

| \| Samlede stilling \| Samlede stilling \| Samlede stilling \| Samlede stilling \| Samlede stilling \| \| Rytter \| Rytter \| Hold \| Tid \| \| \| ---------------- \| ---------------- \| ------------------------- \| ---------------- \| ---------------- \| \| 1. \| Ellen van Dijk \| Trek-Segafredo \| 3t 34' 56" \| \| \| 2. \| Amy Pieters \| SD Worx \| + 23" \| \| \| 3. \| Lisa Brennauer \| Ceratizit-WNT Pro Cycling \| + 25" \| \| \| 4. \| Emma Norsgaard \| Movistar Team \| + 33" \| \| \| 5. \| Lisa Klein \| Canyon-SRAM Racing \| + 39" \| \| \| 6. \| Joscelin Lowden \| Drops-Le Col \| + 41" \| \| \| 7. \| Alice Barnes \| Canyon-SRAM Racing \| + 45" \| \| \| 8. \| Teuntje Beekhuis \| Jumbo-Visma Women Team \| + 1' 02" \| \| \| 9. \| Anna Henderson \| Jumbo-Visma Women Team \| + 1' 02" \| \| \| 10. \| Daniek Hengeveld \| GT Krush Tunap \| + 1' 05" \| \| |                  |                           |            |
| |                  |                           |            |
| Kilde: ProCyclingStats |                  |                           |            |
| Samlede stilling |                  |                           |            |
| Rytter | Rytter           | Hold                      | Tid        |
| 1. | Ellen van Dijk   | Trek-Segafredo            | 3t 34' 56" |
| 2. | Amy Pieters      | SD Worx                   | + 23"      |
| 3. | Lisa Brennauer   | Ceratizit-WNT Pro Cycling | + 25"      |
| 4. | Emma Norsgaard   | Movistar Team             | + 33"      |
| 5. | Lisa Klein       | Canyon-SRAM Racing        | + 39"      |
| 6. | Joscelin Lowden  | Drops-Le Col              | + 41"      |
| 7. | Alice Barnes     | Canyon-SRAM Racing        | + 45"      |
| 8. | Teuntje Beekhuis | Jumbo-Visma Women Team    | + 1' 02"   |
| 9. | Anna Henderson   | Jumbo-Visma Women Team    | + 1' 02"   |
| 10. | Daniek Hengeveld | GT Krush Tunap            | + 1' 05"   |

### 3. etape
| Wijster - Wijster | kuperet etape | (115,1 km) |

| \| Etaperesultat \| Etaperesultat \| Etaperesultat \| Etaperesultat \| Etaperesultat \| \| Rytter \| Rytter \| Hold \| Tid \| \| \| ------------- \| ------------------- \| ------------------------- \| ------------- \| ------------- \| \| 1. \| Lonneke Uneken \| SD Worx \| 3t 32' 13" \| \| \| 2. \| Emma Norsgaard \| Movistar Team \| + 1' 14" \| \| \| 3. \| Lisa Brennauer \| Ceratizit-WNT Pro Cycling \| + 1' 14" \| \| \| 4. \| Ellen van Dijk \| Trek-Segafredo \| + 1' 29" \| \| \| 5. \| Lisa Klein \| Canyon-SRAM Racing \| + 1' 33" \| \| \| 6. \| Amy Pieters \| SD Worx \| + 1' 35" \| \| \| 7. \| Alice Barnes \| Canyon-SRAM Racing \| + 1' 40" \| \| \| 8. \| Amber van der Hulst \| Parkhotel Valkenburg \| + 2' 20" \| \| \| 9. \| Georgi Pfeiffer \| Team DSM \| + 2' 54" \| \| \| 10. \| Marta Lach \| Ceratizit-WNT Pro Cycling \| + 2' 58" \| \| |                     |                           |            |
| |                     |                           |            |
| Kilde: ProCyclingStats |                     |                           |            |
| Etaperesultat |                     |                           |            |
| Rytter | Rytter              | Hold                      | Tid        |
| 1. | Lonneke Uneken      | SD Worx                   | 3t 32' 13" |
| 2. | Emma Norsgaard      | Movistar Team             | + 1' 14"   |
| 3. | Lisa Brennauer      | Ceratizit-WNT Pro Cycling | + 1' 14"   |
| 4. | Ellen van Dijk      | Trek-Segafredo            | + 1' 29"   |
| 5. | Lisa Klein          | Canyon-SRAM Racing        | + 1' 33"   |
| 6. | Amy Pieters         | SD Worx                   | + 1' 35"   |
| 7. | Alice Barnes        | Canyon-SRAM Racing        | + 1' 40"   |
| 8. | Amber van der Hulst | Parkhotel Valkenburg      | + 2' 20"   |
| 9. | Georgi Pfeiffer     | Team DSM                  | + 2' 54"   |
| 10. | Marta Lach          | Ceratizit-WNT Pro Cycling | + 2' 58"   |

## Resultater

### Samlede stilling
| \| Samlede stilling \| Samlede stilling \| Samlede stilling \| Samlede stilling \| Samlede stilling \| \| Rytter \| Rytter \| Hold \| Tid \| \| \| ---------------- \| ------------------- \| ------------------------- \| ---------------- \| ---------------- \| \| 1. \| Ellen van Dijk \| Trek-Segafredo \| 7t 08' 38" \| \| \| 2. \| Lisa Brennauer \| Ceratizit-WNT Pro Cycling \| + 6" \| \| \| 3. \| Emma Norsgaard \| Movistar Team \| + 12" \| \| \| 4. \| Lonneke Uneken \| SD Worx \| + 20" \| \| \| 5. \| Amy Pieters \| SD Worx \| + 29" \| \| \| 6. \| Lisa Klein \| Canyon-SRAM Racing \| + 43" \| \| \| 7. \| Alice Barnes \| Canyon-SRAM Racing \| + 56" \| \| \| 8. \| Teuntje Beekhuis \| Jumbo-Visma Women Team \| + 2' 42" \| \| \| 9. \| Amber van der Hulst \| Parkhotel Valkenburg \| + 2' 42" \| \| \| 10. \| Anna Henderson \| Jumbo-Visma Women Team \| + 2' 50" \| \| |                     |                           |            |
| |                     |                           |            |
| Kilde: ProCyclingStats |                     |                           |            |
| Samlede stilling |                     |                           |            |
| Rytter | Rytter              | Hold                      | Tid        |
| 1. | Ellen van Dijk      | Trek-Segafredo            | 7t 08' 38" |
| 2. | Lisa Brennauer      | Ceratizit-WNT Pro Cycling | + 6"       |
| 3. | Emma Norsgaard      | Movistar Team             | + 12"      |
| 4. | Lonneke Uneken      | SD Worx                   | + 20"      |
| 5. | Amy Pieters         | SD Worx                   | + 29"      |
| 6. | Lisa Klein          | Canyon-SRAM Racing        | + 43"      |
| 7. | Alice Barnes        | Canyon-SRAM Racing        | + 56"      |
| 8. | Teuntje Beekhuis    | Jumbo-Visma Women Team    | + 2' 42"   |
| 9. | Amber van der Hulst | Parkhotel Valkenburg      | + 2' 42"   |
| 10. | Anna Henderson      | Jumbo-Visma Women Team    | + 2' 50"   |

## Hold og ryttere
| UCI Women's WorldTeams (6)- Canyon-SRAM Racing - FDJ-Nouvelle Aquitaine-Futuroscope - Movistar Team - SD Worx - Team DSM - Trek-Segafredo UCI Women's Kontinentalhold (8)- Andy Schleck-CP NVST-Immo Losch - CAMS-Tifosi - Ceratizit-WNT Pro Cycling - Drops-Le col - GT Krush Tunap - NXTG Racing - Parkhotel Valkenburg - Jumbo-Visma Landshold (2)- Holland - Tyskland |
| |

### Danske ryttere
| Danske ryttere på startlisten |                          |                           |           |
| Rygnummer                     | Rytter                   | Hold                      | Placering |
| 11                            | Amalie Dideriksen        | Trek-Segafredo            | DNF       |
| 23                            | Emma Norsgaard Jørgensen | Movistar Team             | 3         |
| 62                            | Pernille Mathiesen       | Team Jumbo-Visma          | DNF       |
| 74                            | Julie Leth               | Ceratizit-WNT Pro Cycling | DNF       |

* DNF = gennemførte ikke

### Startliste
| SD Worx SDW | SD Worx SDW                                       | SD Worx SDW |
| ----------- | ------------------------------------------------- | ----------- |
| Nr.         | Rytter                                            | Placering   |
| 1           | Lonneke Uneken (NED)                              | 4.          |
| 2           | Christine Majerus (LUX) (landevej og enkeltstart) | 12.         |
| 3           | Jolien D'Hoore (BEL)                              | 17.         |
| 4           | Roxane Fournier (FRA)                             | DNF         |
| 5           | Amy Pieters (NED)                                 | 5.          |
| 6           | Karol-Ann Canuel (CAN)                            | 16.         |

| Trek-Segafredo TFS | Trek-Segafredo TFS                    | Trek-Segafredo TFS |
| ------------------ | ------------------------------------- | ------------------ |
| Nr.                | Rytter                                | Placering          |
| 11                 | Amalie Dideriksen (DEN) (enkeltstart) | DNF                |
| 12                 | Lauretta Hanson (AUS)                 | 24.                |
| 13                 | Chloe Hosking (AUS)                   | DNF                |
| 14                 | Shirin van Anrooij (NED)              | DNF                |
| 15                 | Ellen van Dijk (NED)                  | 1.                 |
| 16                 | Trixi Worrack (GER)                   | DNF                |

| Movistar Team MOV | Movistar Team MOV               | Movistar Team MOV |
| ----------------- | ------------------------------- | ----------------- |
| Nr.               | Rytter                          | Placering         |
| 21                | Barbara Guarischi (ITA)         | DNF               |
| 22                | Alicia González Blanco (ESP)    | 21.               |
| 23                | Emma Norsgaard (DEN) (landevej) | 3.                |
| 24                | Sheyla Gutiérrez (ESP)          | DNF               |
| 25                | Lourdes Oyarbide (ESP)          | DNF               |
| 26                | Alba Teruel Ribes (ESP)         | DNF               |

| Canyon-SRAM Racing CSR | Canyon-SRAM Racing CSR                       | Canyon-SRAM Racing CSR |
| ---------------------- | -------------------------------------------- | ---------------------- |
| Nr.                    | Rytter                                       | Placering              |
| 31                     | Alice Barnes (GBR)                           | 7.                     |
| 32                     | Elise Chabbey (SUI) (landevej)               | 15.                    |
| 33                     | Lisa Klein (GER)                             | 6.                     |
| 34                     | Alexis Ryan (USA)                            | 25.                    |
| 35                     | Omer Shapira (ISR) (landevej og enkeltstart) | DNF                    |
| 36                     | Hannah Ludwig (GER)                          | DNF                    |

| Team DSM DSM | Team DSM DSM           | Team DSM DSM |
| ------------ | ---------------------- | ------------ |
| Nr.          | Rytter                 | Placering    |
| 41           | Susanne Andersen (NOR) | 22.          |
| 42           | Georgi Pfeiffer (GBR)  | 19.          |
| 43           | Leah Kirchmann (CAN)   | DNF          |
| 44           | Lorena Wiebes (NED)    | DNF          |
| 45           | Esmée Peperkamp (NED)  | DNF          |
| 46           | Julia Soek (NED)       | DNF          |

| FDJ-Nouvelle Aquitaine-Futuroscope FDJ | FDJ-Nouvelle Aquitaine-Futuroscope FDJ | FDJ-Nouvelle Aquitaine-Futuroscope FDJ |
| -------------------------------------- | -------------------------------------- | -------------------------------------- |
| Nr.                                    | Rytter                                 | Placering                              |
| 51                                     | Brodie Chapman (AUS)                   | 30.                                    |
| 52                                     | Eugénie Duval (FRA)                    | DNF                                    |
| 53                                     | Maëlle Grossetête (FRA)                | 14.                                    |
| 54                                     | Victorie Guilman (FRA)                 | DNF                                    |
| 55                                     | Lauren Kitchen (AUS)                   | DNF                                    |
| 56                                     | Jade Wiel (FRA)                        | 34.                                    |

| Jumbo-Visma Women Team TJV | Jumbo-Visma Women Team TJV | Jumbo-Visma Women Team TJV |
| -------------------------- | -------------------------- | -------------------------- |
| Nr.                        | Rytter                     | Placering                  |
| 61                         | Karlijn Swinkels (NED)     | 28.                        |
| 62                         | Pernille Mathiesen (DEN)   | DNF                        |
| 63                         | Anna Henderson (GBR)       | 10.                        |
| 64                         | Romy Kasper (GER)          | 13.                        |
| 65                         | Teuntje Beekhuis (NED)     | 8.                         |

| Ceratizit-WNT Pro Cycling WNT | Ceratizit-WNT Pro Cycling WNT   | Ceratizit-WNT Pro Cycling WNT |
| ----------------------------- | ------------------------------- | ----------------------------- |
| Nr.                           | Rytter                          | Placering                     |
| 71                            | Kirsten Wild (NED)              | 23.                           |
| 72                            | Lisa Brennauer (GER) (landevej) | 2.                            |
| 73                            | Franziska Brauße (GER)          | DNF                           |
| 74                            | Julie Leth (DEN)                | DNF                           |
| 75                            | Marta Lach (POL) (landevej)     | 18.                           |
| 76                            | Lin Lea Teutenberg (GER)        | DNF                           |

| Parkhotel Valkenburg PHV | Parkhotel Valkenburg PHV  | Parkhotel Valkenburg PHV |
| ------------------------ | ------------------------- | ------------------------ |
| Nr.                      | Rytter                    | Placering                |
| 81                       | Femke Markus (NED)        | 26.                      |
| 82                       | Leonie Bos (NED)          | DNF                      |
| 83                       | Femke Gerritse (NED)      | DNF                      |
| 84                       | Nina Buysman (NED)        | DNF                      |
| 85                       | Mischa Bredewold (NED)    | 27.                      |
| 86                       | Amber van der Hulst (NED) | 9.                       |

| NXTG Racing NXG | NXTG Racing NXG       | NXTG Racing NXG |
| --------------- | --------------------- | --------------- |
| Nr.             | Rytter                | Placering       |
| 91              | Shari Bossuyt (BEL)   | DNF             |
| 92              | Charlotte Kool (NED)  | DNF             |
| 93              | Britt Knaven (BEL)    | DNF             |
| 94              | Ilse Pluimers (NED)   | DNF             |
| 95              | Maud Rijnbeek (NED)   | DNF             |
| 96              | Mylène de Zoete (NED) | DNF             |

| Drops-Le Col DRP | Drops-Le Col DRP              | Drops-Le Col DRP |
| ---------------- | ----------------------------- | ---------------- |
| Nr.              | Rytter                        | Placering        |
| 101              | Joscelin Lowden (GBR)         | 11.              |
| 102              | Emilie Moberg (NOR)           | DNF              |
| 103              | Marjolein van 't Geloof (NED) | DNF              |
| 104              | Elise Marie Olsen (NOR)       | DNF              |
| 105              | April Tacey (GBR)             | DNF              |
| 106              | Maike van der Duin (NED)      | 20.              |

| Andy Schleck-CP NVST-Immo Losch ASC | Andy Schleck-CP NVST-Immo Losch ASC | Andy Schleck-CP NVST-Immo Losch ASC |
| ----------------------------------- | ----------------------------------- | ----------------------------------- |
| Nr.                                 | Rytter                              | Placering                           |
| 111                                 | Fabienne Buri (SUI)                 | DNF                                 |
| 112                                 | Georgia Danford (AUS)               | DNF                                 |
| 113                                 | Line Marie Gulliksen (NOR)          | DNF                                 |
| 114                                 | Léna Mettraux (SUI)                 | DNF                                 |
| 115                                 | Zsófia Szabó (HUN)                  | DNF                                 |
| 116                                 | Sandra Weiss (SUI)                  | DNF                                 |

| GT Krush Tunap BPC | GT Krush Tunap BPC     | GT Krush Tunap BPC |
| ------------------ | ---------------------- | ------------------ |
| Nr.                | Rytter                 | Placering          |
| 121                | Quinty Ton (NED)       | 32.                |
| 122                | Clara Lundmark (SWE)   | DNF                |
| 123                | Daniek Hengeveld (NED) | DNF                |
| 124                | Melissa van Neck (CZE) | DNF                |
| 125                | Nathalie Eklund (SWE)  | DNF                |
| 126                | Marissa Baks (NED)     | DNF                |

| Cams Basso CAT | Cams Basso CAT        | Cams Basso CAT |
| -------------- | --------------------- | -------------- |
| Nr.            | Rytter                | Placering      |
| 141            | Emma Edwards (USA)    | DNF            |
| 142            | Jessica Finney (GBR)  | DNF            |
| 143            | Clover Murray (GBR)   | DNF            |
| 144            | Hayley Simmonds (GBR) | DNF            |
| 145            | Jo Tindley (GBR)      | DNF            |
| 146            | Kate Wootton (GBR)    | DNF            |

| Tyskland GER | Tyskland GER           | Tyskland GER |
| ------------ | ---------------------- | ------------ |
| Nr.          | Rytter                 | Placering    |
| 151          | Mieke Kröger           | DNF          |
| 152          | Christa Riffel         | DNF          |
| 153          | Lena Charlotte Reißner | DNF          |
| 155          | Gudrun Stock           | 29.          |
| 156          | Katharina Hechler      | DNF          |

| Holland NED | Holland NED         | Holland NED |
| ----------- | ------------------- | ----------- |
| Nr.         | Rytter              | Placering   |
| 161         | Eva Jonkers         | DNF         |
| 162         | Nicole Steigenga    | 31.         |
| 163         | Bente van Teeseling | DNF         |
| 164         | Sofie Van Rooijen   | 33.         |
| 165         | Ilse Grit           | DNF         |
| 166         | Eline Van Rooijen   | DNF         |

| SD Worx SDW | SD Worx SDW                                       | SD Worx SDW |
| ----------- | ------------------------------------------------- | ----------- |
| Nr.         | Rytter                                            | Placering   |
| 1           | Lonneke Uneken (NED)                              | 4.          |
| 2           | Christine Majerus (LUX) (landevej og enkeltstart) | 12.         |
| 3           | Jolien D'Hoore (BEL)                              | 17.         |
| 4           | Roxane Fournier (FRA)                             | DNF         |
| 5           | Amy Pieters (NED)                                 | 5.          |
| 6           | Karol-Ann Canuel (CAN)                            | 16.         |

| Trek-Segafredo TFS | Trek-Segafredo TFS                    | Trek-Segafredo TFS |
| ------------------ | ------------------------------------- | ------------------ |
| Nr.                | Rytter                                | Placering          |
| 11                 | Amalie Dideriksen (DEN) (enkeltstart) | DNF                |
| 12                 | Lauretta Hanson (AUS)                 | 24.                |
| 13                 | Chloe Hosking (AUS)                   | DNF                |
| 14                 | Shirin van Anrooij (NED)              | DNF                |
| 15                 | Ellen van Dijk (NED)                  | 1.                 |
| 16                 | Trixi Worrack (GER)                   | DNF                |

| Movistar Team MOV | Movistar Team MOV               | Movistar Team MOV |
| ----------------- | ------------------------------- | ----------------- |
| Nr.               | Rytter                          | Placering         |
| 21                | Barbara Guarischi (ITA)         | DNF               |
| 22                | Alicia González Blanco (ESP)    | 21.               |
| 23                | Emma Norsgaard (DEN) (landevej) | 3.                |
| 24                | Sheyla Gutiérrez (ESP)          | DNF               |
| 25                | Lourdes Oyarbide (ESP)          | DNF               |
| 26                | Alba Teruel Ribes (ESP)         | DNF               |

| Canyon-SRAM Racing CSR | Canyon-SRAM Racing CSR                       | Canyon-SRAM Racing CSR |
| ---------------------- | -------------------------------------------- | ---------------------- |
| Nr.                    | Rytter                                       | Placering              |
| 31                     | Alice Barnes (GBR)                           | 7.                     |
| 32                     | Elise Chabbey (SUI) (landevej)               | 15.                    |
| 33                     | Lisa Klein (GER)                             | 6.                     |
| 34                     | Alexis Ryan (USA)                            | 25.                    |
| 35                     | Omer Shapira (ISR) (landevej og enkeltstart) | DNF                    |
| 36                     | Hannah Ludwig (GER)                          | DNF                    |

| Team DSM DSM | Team DSM DSM           | Team DSM DSM |
| ------------ | ---------------------- | ------------ |
| Nr.          | Rytter                 | Placering    |
| 41           | Susanne Andersen (NOR) | 22.          |
| 42           | Georgi Pfeiffer (GBR)  | 19.          |
| 43           | Leah Kirchmann (CAN)   | DNF          |
| 44           | Lorena Wiebes (NED)    | DNF          |
| 45           | Esmée Peperkamp (NED)  | DNF          |
| 46           | Julia Soek (NED)       | DNF          |

| FDJ-Nouvelle Aquitaine-Futuroscope FDJ | FDJ-Nouvelle Aquitaine-Futuroscope FDJ | FDJ-Nouvelle Aquitaine-Futuroscope FDJ |
| -------------------------------------- | -------------------------------------- | -------------------------------------- |
| Nr.                                    | Rytter                                 | Placering                              |
| 51                                     | Brodie Chapman (AUS)                   | 30.                                    |
| 52                                     | Eugénie Duval (FRA)                    | DNF                                    |
| 53                                     | Maëlle Grossetête (FRA)                | 14.                                    |
| 54                                     | Victorie Guilman (FRA)                 | DNF                                    |
| 55                                     | Lauren Kitchen (AUS)                   | DNF                                    |
| 56                                     | Jade Wiel (FRA)                        | 34.                                    |

| Jumbo-Visma Women Team TJV | Jumbo-Visma Women Team TJV | Jumbo-Visma Women Team TJV |
| -------------------------- | -------------------------- | -------------------------- |
| Nr.                        | Rytter                     | Placering                  |
| 61                         | Karlijn Swinkels (NED)     | 28.                        |
| 62                         | Pernille Mathiesen (DEN)   | DNF                        |
| 63                         | Anna Henderson (GBR)       | 10.                        |
| 64                         | Romy Kasper (GER)          | 13.                        |
| 65                         | Teuntje Beekhuis (NED)     | 8.                         |

| Ceratizit-WNT Pro Cycling WNT | Ceratizit-WNT Pro Cycling WNT   | Ceratizit-WNT Pro Cycling WNT |
| ----------------------------- | ------------------------------- | ----------------------------- |
| Nr.                           | Rytter                          | Placering                     |
| 71                            | Kirsten Wild (NED)              | 23.                           |
| 72                            | Lisa Brennauer (GER) (landevej) | 2.                            |
| 73                            | Franziska Brauße (GER)          | DNF                           |
| 74                            | Julie Leth (DEN)                | DNF                           |
| 75                            | Marta Lach (POL) (landevej)     | 18.                           |
| 76                            | Lin Lea Teutenberg (GER)        | DNF                           |

| Parkhotel Valkenburg PHV | Parkhotel Valkenburg PHV  | Parkhotel Valkenburg PHV |
| ------------------------ | ------------------------- | ------------------------ |
| Nr.                      | Rytter                    | Placering                |
| 81                       | Femke Markus (NED)        | 26.                      |
| 82                       | Leonie Bos (NED)          | DNF                      |
| 83                       | Femke Gerritse (NED)      | DNF                      |
| 84                       | Nina Buysman (NED)        | DNF                      |
| 85                       | Mischa Bredewold (NED)    | 27.                      |
| 86                       | Amber van der Hulst (NED) | 9.                       |

| NXTG Racing NXG | NXTG Racing NXG       | NXTG Racing NXG |
| --------------- | --------------------- | --------------- |
| Nr.             | Rytter                | Placering       |
| 91              | Shari Bossuyt (BEL)   | DNF             |
| 92              | Charlotte Kool (NED)  | DNF             |
| 93              | Britt Knaven (BEL)    | DNF             |
| 94              | Ilse Pluimers (NED)   | DNF             |
| 95              | Maud Rijnbeek (NED)   | DNF             |
| 96              | Mylène de Zoete (NED) | DNF             |

| Drops-Le Col DRP | Drops-Le Col DRP              | Drops-Le Col DRP |
| ---------------- | ----------------------------- | ---------------- |
| Nr.              | Rytter                        | Placering        |
| 101              | Joscelin Lowden (GBR)         | 11.              |
| 102              | Emilie Moberg (NOR)           | DNF              |
| 103              | Marjolein van 't Geloof (NED) | DNF              |
| 104              | Elise Marie Olsen (NOR)       | DNF              |
| 105              | April Tacey (GBR)             | DNF              |
| 106              | Maike van der Duin (NED)      | 20.              |

| Andy Schleck-CP NVST-Immo Losch ASC | Andy Schleck-CP NVST-Immo Losch ASC | Andy Schleck-CP NVST-Immo Losch ASC |
| ----------------------------------- | ----------------------------------- | ----------------------------------- |
| Nr.                                 | Rytter                              | Placering                           |
| 111                                 | Fabienne Buri (SUI)                 | DNF                                 |
| 112                                 | Georgia Danford (AUS)               | DNF                                 |
| 113                                 | Line Marie Gulliksen (NOR)          | DNF                                 |
| 114                                 | Léna Mettraux (SUI)                 | DNF                                 |
| 115                                 | Zsófia Szabó (HUN)                  | DNF                                 |
| 116                                 | Sandra Weiss (SUI)                  | DNF                                 |

| GT Krush Tunap BPC | GT Krush Tunap BPC     | GT Krush Tunap BPC |
| ------------------ | ---------------------- | ------------------ |
| Nr.                | Rytter                 | Placering          |
| 121                | Quinty Ton (NED)       | 32.                |
| 122                | Clara Lundmark (SWE)   | DNF                |
| 123                | Daniek Hengeveld (NED) | DNF                |
| 124                | Melissa van Neck (CZE) | DNF                |
| 125                | Nathalie Eklund (SWE)  | DNF                |
| 126                | Marissa Baks (NED)     | DNF                |

| Cams Basso CAT | Cams Basso CAT        | Cams Basso CAT |
| -------------- | --------------------- | -------------- |
| Nr.            | Rytter                | Placering      |
| 141            | Emma Edwards (USA)    | DNF            |
| 142            | Jessica Finney (GBR)  | DNF            |
| 143            | Clover Murray (GBR)   | DNF            |
| 144            | Hayley Simmonds (GBR) | DNF            |
| 145            | Jo Tindley (GBR)      | DNF            |
| 146            | Kate Wootton (GBR)    | DNF            |

| Tyskland GER | Tyskland GER           | Tyskland GER |
| ------------ | ---------------------- | ------------ |
| Nr.          | Rytter                 | Placering    |
| 151          | Mieke Kröger           | DNF          |
| 152          | Christa Riffel         | DNF          |
| 153          | Lena Charlotte Reißner | DNF          |
| 155          | Gudrun Stock           | 29.          |
| 156          | Katharina Hechler      | DNF          |

| Holland NED | Holland NED         | Holland NED |
| ----------- | ------------------- | ----------- |
| Nr.         | Rytter              | Placering   |
| 161         | Eva Jonkers         | DNF         |
| 162         | Nicole Steigenga    | 31.         |
| 163         | Bente van Teeseling | DNF         |
| 164         | Sofie Van Rooijen   | 33.         |
| 165         | Ilse Grit           | DNF         |
| 166         | Eline Van Rooijen   | DNF         |